# Чикічей
Чикіче́й (рос. Чикичей) — село у складі Стрітенського району Забайкальського краю, Росія. Адміністративний центр Чикічейського сільського поселення.

## Населення
Населення — 307 осіб (2010; 482 у 2002).
Національний склад (станом на 2002 рік):
- росіяни — 98 %